# Leila K
Leila El Khalifi (arabul:ليلى الخليفي)  (Svédország, Göteborg, Bergsjön, 1971. szeptember 6. –) marokkói származású svéd eurodance énekes, rapper. Művészneve: Leila K.

## Élete
A szülei először egy marokkói iskolába íratták be, ám rossz tanulmányi eredményei miatt 1 év múlva Svédországba költözött. Itt találkozott a Rob’n’Raz nevű duóval, akikkel 1989-ben elkészítette a Got to Get című dalt, amely akkoriban a lemezklubok kedvence volt. Miután a szülők látták lányuk sikerét, megenyhültek. A dal az angol slágerlistán 8. helyezést érte el, Németországban a 3. helyig jutott.
A siker meghozta neki a hírnevet, így a duóval együtt lépett fel több klubban, majd 1991-ben szakított velük, és szólóban folytatta karrierjét. Első szólókislemeze a Time volt, mellyel nem igazán lett sikeres. Az 1992-ben kiadott Open Sesame viszont abszolút klubkedvenc lett. Ez a dal az angol toplistán a 23. helyet, míg a németen az 5. helyezést érte el. 1992 végén Plastic Bertrand 1978-as slágere, a Ca plane pour Moi feldolgozását készítette el,  mellyel szintén tarolt a listákon. 1993-ban a legjobb női előadónak számított Európában. 1995-ben megjelent az Electric című slágere, és 1997-ig folyamatosan jelentek meg lemezei, de azóta nem adott ki lemezt. 1996-ban megkapta a Svéd Grammy-díjat, majd el is tűnt a nyilvánosság elől.
2000-ben Daisy Dee feldolgozta az Open Sesame című dalát, melyet először a Viva Tv Club Rotation című műsorában mutatott be. 2005-ben a Rocky magazinnak riportot adott, majd 2007-ben ő nyitotta meg a MySpace honlapot, illetve fellépett egy melegbárban, ahol újra elénekelte slágereit, majd a svéd média is foglalkozott vele, mivel több ember állítása szerint hajléktalanként éli életét.

## Diszkográfia

### Studió albumok
| Rob’n’Raz feat Leila K             | - Megjelenés: 1990 május - Label: Telegram Records Stockholm - Formátum: CD, LP, MC | 27 | — | —  | 81 | 30 | 14 |
| Carousel                           | - Megjelenés: 1993 szeptember - Label: Urban Records - Formátum: CD, MC             | 10 | — | 30 | 89 | 32 | 30 |
| Manic Panic                        | - Megjelenés: 1996 június - Label: Mega Records - Formátum: CDMC                    | —  | 4 | —  | —  | —  | 17 |
| Leila K’s Greatest Tracks          | - Megjelenés: 2003 május - Label: Bonnier Music Sweden - Formátum: CD               | —  | — | —  | —  | —  | 40 |
| "—" nem volt slágerlistás helyezés |                                                                                     |    |   |    |    |    |    |

### Kislemezek
| 1989                               | "Got to Get"        | 3  | 10 | 3  | 14 | 2  | 4 | 3  | 10 | 8  | - SWE: Arany | Rob’n’Raz feat Leila K |
| 1990                               | "Rok the Nation"    | —  | 3  | 21 | 21 | 16 | — | 13 | 3  | 41 | - SWE: Arany | Rob’n’Raz feat Leila K |
| 1990                               | "Just Tell Me"      | —  | —  | —  | —  | —  | — | —  | —  | —  |              | Rob’n’Raz feat Leila K |
| 1991                               | "Time"              | —  | —  | —  | —  | —  | — | —  | —  | —  |              | Csak kislemezen        |
| 1991                               | "Magic Ball"        | —  | —  | —  | —  | —  | — | —  | 30 | —  |              | Csak kislemezen        |
| 1992                               | "Open Sesame"       | 5  | 9  | 5  | 13 | 2  | — | 4  | 21 | 23 |              | Carousel               |
| 1993                               | "Ça Plane Pour Moi" | 8  | 6  | 13 | —  | 24 | — | 17 | 25 | 69 |              | Carousel               |
| 1993                               | "Check The Dan"     | —  | —  | —  | —  | —  | — | —  | —  | —  |              | Carousel               |
| 1993                               | "Slow Motion"       | 26 | 20 | 37 | —  | —  | — | —  | 27 | —  |              | Carousel               |
| 1993                               | "Close Your Eyes"   | —  | —  | —  | —  | —  | — | —  | —  | —  |              | Carousel               |
| 1995                               | "Electric"          | —  | 2  | 61 | —  | —  | — | —  | 8  | —  |              | Manic Panic            |
| 1996                               | "C’Mon Now"         | —  | 3  | —  | —  | —  | — | —  | 21 | —  |              | Manic Panic            |
| 1996                               | "Rude Boy"          | —  | 8  | —  | —  | —  | — | —  | 29 | —  |              | Manic Panic            |
| 1996                               | "Blacklisted"       | —  | —  | —  | —  | —  | — | —  | —  | —  |              | Manic Panic            |
| 1997                               | "Party Police"      | —  | —  | —  | —  | —  | — | —  | —  | —  |              | Csak kislemezen        |
| "—" nem volt slágerlistás helyezés |                     |    |    |    |    |    |   |    |    |    |              |                        |